# Рудольф Хитрець
Рудольф Хитрець (хорв. Rudolf Hitrec, нар. 12 квітня 1903, Аграм  — пом. 13 січня 1970, там само) — югославський футболіст, що грав на позиції півзахисника. Відомий виступами за клуб «Граджянскі» (Загреб), а також національну збірну Югославії. Дворазовий чемпіон Югославії.

## Клубна кар'єра
Є вихованцем футбольного клубу «Конкордія» (Загреб), у якому виступав до 1921 року.
З 1921 року перебував у команді «Граджянскі» (Загреб), хоча в офіційному матчі дебютував лише 15 червня 1924 року в матчі чемпіонату Загреба проти ХАШКа (3:3). З того часу став основним гравцем. Входив до складу знаменитого тріо півзахисників клубу: Рудольф Хитрець — Рудольф Рупець — Густав Ремець. Відзначався хорошим баченням поля, високою технікою і вмінням віддати точний і своєчасний пас. Багаторазовий чемпіон Загреба і володар кубка Загреба.
В 1926 році став переможцем чемпіонату Югославії. В 1/4 фіналу «Граджянскі» розгромив без Рудольфа «Ілірію» (Любляна) (7:1), а в 1/2 «Славію» (Осієк) з рахунком 7:0 уже за участі Хитреця, що забив у цьому матчі три голи. У фіналі клуб зустрівся з переможцем двох попередніх чемпіонатів клубом «Югославія», і переміг з рахунком 2:1.
Другий титул чемпіона Югославія Хитрець виграв у 1928 році. Команда здобула чотири перемоги і одного разу програла в одноколовому ліговому турнірі для шести учасників. Рудольф зіграв в усіх п'яти матчах змагань.
По завершенні сезону чемпіон переміг 5:1 «Югославію» у відбірковому матчі за право зіграти у зіграти міжнародному турнірі для провідних клубів Центральної Європи — Кубку Мітропи. В 1/4 фіналу змагань «Граджянські» переміг у першому матчі чемпіона Чехословаччини клуб «Вікторію» — 3:2. Проте, у матчі відповіді упевнену перемогу святкували суперники — 1:6.
Після 1928 року Хитрець грав у основному складі «Граджянскі» значно рідше. Загалом зіграв у 1924—1930 роках в офіційних іграх 73 матчі і забив 6 м'ячів. Серед них 14 матчів і 4 голи у фінальному турнірі чемпіонату Югославії, 44 матчі і 2 голи у чемпіонаті Загреба і кваліфікації до національної першості, 12 матчів кубку Загреба, 2 матчі у кубку Мітропи, 1 матч у кваліфікації до кубку Мітропи.
Молодший брат Рудольфа Іван Хитрець також був відомим футболістом, котрий більшу частину футбольної кар'єри провів у загребській команді ХАШК, а також виступав у складі збірної.
| Дата       | Місто  | Господарі | Результат | Гості    | Турнір           | Голи | Примітки |
| ---------- | ------ | --------- | --------- | -------- | ---------------- | ---- | -------- |
| 30.05.1926 | Загреб | Югославія | 3 – 1     | Болгарія | товариський матч | -    |          |
| Усього     |        | Матчів    | 1         |          | Голів            | 0    |          |

## Після завершення ігрової кар'єри
Після проголошення у 1941 році Незалежної Держави Хорватія, Рудольф Хитрець був призначений президентом футбольної федерації новоствореної держави. На цій посаді працював до 1942 року. Також він був тренером збірної Хорватії у її першому міжнародному матчі проти Німеччини, що відбувся у Відні 15 червня 1941 року і завершився поразкою гостей 1:5. 
З 1945 по 1963 рік Рудольф Хитрець працював лікарем-терапевтом у військовому госпіталі у Загребі. 

## Трофеї і досягнення
- Чемпіон Югославії: 1926, 1928
- Срібний призер чемпіонату Югославії: 1925
- Чемпіон футбольної асоціації Загреба: 1923-24, 1924-25, 1925-26, 1927-28
- Володар кубка Загреба: 1927, 1928
- Володар кубка короля Олександра: 1924, 1925, 1926